# 602. pehotni polk (Wehrmacht)
Za druge 602. polke glejte 602. polk.
602. pehotni polk (izvirno nemško Infanterie-Regiment 602) je bil eden izmed pehotnih polkov v sestavi redne nemške kopenske vojske med drugo svetovno vojno.

## Zgodovina
Polk je bil ustanovljen 15. junija 1941 kot polk 16. vala na področju WK V; polk je bil dodeljen 202. nadomestni brigadi.
27. junija 1941 je bil polk preimenovan v 602. pehotni nadomestni polk in premeščen v Generalno guvernijo.